# The North Water (Fernsehserie)
The North Water ist eine sechsteilige (im Original fünfteilige) britisch-US-amerikanische Fernsehserie von BBC Two in Koproduktion mit AMC+, dem Streamingdienst von AMC Networks. Die Miniserie basiert auf dem gleichnamigen Roman von Ian McGuire aus dem Jahr 2016. Der deutsche Titel des Romans lautet Nordwasser.
Die Erstveröffentlichung der Miniserie war vom 15. Juli bis zum 12. August 2021 auf AMC+. Am 10. September 2021 startete sie auf BBC Two. Am 22. September 2021 hatte sie in der Originalfassung mit deutschen Untertiteln während des Reeperbahn Festivals im Zeise Kino Deutschlandpremiere und ist 14. Oktober 2021 über MagentaTV in einer synchronisierten Fassung abrufbar.

## Handlung
Protagonist ist Patrick Sumner, ein unehrenhaft aus der Armee des British Empire entlassener irischer Chirurg, der 1859 in Hull als Schiffsarzt auf einem Walfangschiff anheuert. Es dauert nicht lange, bis es zwischen dem eher vornehmen und gebildeten Arzt und der teils sehr vulgären Besatzung zu Reibereien kommt, da diese vermutet, dass jemand wie Sumner besondere Gründe haben muss, eine solch undankbare Arbeit anzunehmen. Besonders fällt der Harpunier Henry Drax auf, ein brutaler Mörder, dessen Moral seiner Arbeitswelt angepasst ist. Statt dem Schrecken seiner Vergangenheit zu entkommen, befindet sich Sumner nun auf einer unglücklichen Reise mit einem mörderischen Psychopathen und in einem harten Kampf ums Überleben in der arktischen Einöde.
Gleichzeitig überschattet ein perfider Plan zum Versicherungsbetrug, den im Niedergang befindliche Walfang zu beenden. Schiffseigner Baxter fordert den Kapitän auf, die Volunteer absichtlich havarieren zu lassen. Brownlee willigt zögerlich ein, weiht aber nur zwei Besatzungsmitglieder an Bord ein: seinen Ersten Offizier und eben Drax.

## Dreharbeiten
Gedreht wurde in Ungarn, Norwegen, Kanada und England. Die Dreharbeiten begannen im Herbst 2019 und mussten mit nur vier weiteren Drehtagen verbleibend im März 2020 auf Grund der Kontaktbeschränkungen zur Eindämmung der COVID-19-Pandemie unterbrochen werden. Im September 2020 wurden die restlichen Szenen aufgenommen.
Einer der ersten Drehorte war Budapest, wahrscheinlich im Umfeld der St.-Stephans-Basilika und des ungarischen Parlamentsgebäudes, als auch in den Astra Studios in Mogyoród, etwa 20 Kilometer vom Budapester Stadtzentrum entfernt. Danach ging es zu Außenaufnahmen zur Inselgruppe Spitzbergen im Arktischen Ozean, wo auch einige Szenen in und um Longyearbyen, der Hauptstadt von Spitzbergen, gedreht wurden. Um das Nordmeer darzustellen ging die Fahrt bis auf 81° Nord ins Packeis. Im nördlichsten kanadischen Territorium Nunavut fand man in der eisbedeckten Stadt Iqaluit mit ihrem polaren Klima einen idealen Drehort für die Serie. Nachdem die Dreharbeiten auf Grund der COVID-19-Pandemie unterbrochen werden mussten, wurden Berichten zufolge die letzten vier Drehtage im südenglischen Basingstoke absolviert. Da die Handlung ursprünglich in Hull begann, hat das Filmteam Basingstoke genutzt, um diese Kulisse nachzustellen.
Das Schiff der Serie, das als Hauptschauplatz und Drehort dient, ist ein Dreimastschoner namens Activ of London und wurde 1951 in Dänemark als Frachtschiff gebaut.

## Episodenliste
| Nr. | Deutscher Titel                      | Originaltitel              | Erstveröffentlichung USA | Deutschsprachige Erstveröffentlichung (–) | Regie        | Drehbuch     |
| --- | ------------------------------------ | -------------------------- | ------------------------ | ----------------------------------------- | ------------ | ------------ |
| 1 | Aufbruch                             | Behold the Man             | 15. Juli 2021            | 14. Okt. 2021                             | Andrew Haigh | Andrew Haigh |
| In Hull, 1859, geht Patrick Sumner, ein unehrenhaft entlassener irischer Armeechirurg, als Schiffsarzt unter Kapitän Brownlee auf das Walfangschiff Volunteer. Er lernt den Rest der Besatzung kennen, darunter den vulgären Ersten Offizier Cavendish, die Walfänger Jones und Otto sowie den besonders rabiaten und mörderischen Harpunier Henry Drax. In Zusammenarbeit mit dem Finanzier des Schiffes und Leiter der Walfanggesellschaft Baxter plant der Kapitän, das Schiff in nördlichen Gewässern zu versenken, wobei die Mannschaft von der nahe gelegenen Hastings gerettet werden soll. |                                      |                            |                          |                                           |              |              |
| 2 | Bewährungsprobe                      | We Men Are Wretched Things | 22. Juli 2021            | 14. Okt. 2021                             | Andrew Haigh | Andrew Haigh |
| Die Walfänger, angeführt von Drax, fangen und töten ihren ersten Wal. Sumner wird von dem Kajütenjungen Joseph Hannah aufgesucht, der über Bauchschmerzen klagt; bei der Untersuchung stellt Sumner fest, dass Hannah sodomisiert worden ist. Der Kapitän ist entschlossen, den Schuldigen zu finden, aber Hannah hat Angst, seinen Peiniger zu nennen. Später wird Hannah tot in einem Ölfass aufgefunden, er wurde erwürgt und ihm fehlt ein Teil seines Vorderzahns. Der Zimmermann McKendrick gerät in Verdacht. Sumner hält ihn für unschuldig und beginnt Drax zu verdächtigen. |                                      |                            |                          |                                           |              |              |
| 3 | Der Mensch ist dem Menschen ein Wolf | Homo Homini Lupus          | 29. Juli 2021            | 14. Okt. 2021                             | Andrew Haigh | Andrew Haigh |
| Mit der Hastings in der Nähe fährt die Volunteer weiter in die Eisfelder. Sumner diagnostiziert, dass McKendrick wegen seiner Handverletzung Hannah nicht erwürgt haben kann. Kapitän Brownlee entdeckt eine Wunde an Drax’ Arm, und bei der Untersuchung findet Sumner einen Teil eines Zahns in der Wunde. Drax ist überführt, schlägt auf Brownlee ein und wird schließlich überwältigt und verhaftet. Der Kapitän stirbt an seiner Verletzung und Cavendish übernimmt das Kommando, kollidiert mit einer Eisscholle und versenkt die Volunteer absichtlich. Die Besatzung teilt sich in zwei Gruppen auf: Die eine bleibt beim sinkenden Schiff, die andere macht sich zur Hastings auf. Nachdem die Volunteer vollends gesunken ist und nach einer stürmischen Nacht stellt sich heraus, dass auch die Hastings gesunken und die gesamte Besatzung tot ist. |                                      |                            |                          |                                           |              |              |
| 4 | Die Teufel auf der Erde              | The Devils of the Earth    | 5. Aug. 2021             | 14. Okt. 2021                             | Andrew Haigh | Andrew Haigh |
| Die von Cavendish angeführte Gruppe schlägt auf einer kleinen Insel ihr Lager auf und versucht den Winter mit mageren Rationen zu überstehen. Sumner entdeckt zwei Inuit-Männer in der Nähe, und Cavendish tauscht Robbenfleisch ein. Als das Meer zu gefrieren beginnt, beschließen die Inuit weiterzuziehen. Drax teilt Cavendish mit, dass er mit den beiden Inuit eine Überfahrt vereinbart hat. Cavendish versucht ebenfalls, die Flucht von der Insel auszuhandeln. Am nächsten Morgen tötet Drax die beiden Inuit und schneidet dann Cavendish die Kehle durch, wobei er das letzte Walboot an sich nimmt. Außer Otto und Sumner unternehmen die verbliebenen Männer den vergeblichen Versuch, ein Schiff oder ein Lager zu finden. Bei Einbruch des Winters locken Sumner und Otto einen Eisbären an. Sumner verwundet und folgt ihm. Nach einem kilometerlangen Marsch gerät Sumner in einen Sturm und tötet den Bären, weidet ihn aus und versteckt sich in seinem Kadaver, bevor er schließlich von einem Inuit gerettet und zu einer Hütte gebracht wird, die von einem Priester bewohnt wird. |                                      |                            |                          |                                           |              |              |
| 5 | Der Bär                              | To Live Is to Suffer       | 12. Aug. 2021            | 14. Okt. 2021                             | Andrew Haigh | Andrew Haigh |
| Der Priester kümmert sich um Sumner und erklärt, dass er viele Monate als Missionar bei den Inuit verbracht hat. Die Inuit-Jäger in der Nähe glauben, dass Sumner besondere Kräfte hat, nachdem sie ihn als „wiedergeborenen“ Eisbären vorgefunden haben. Fünf Monate später kehrt Sumner nach Hull zurück und trifft sich mit Finanzier Baxter, der ihm seinen Lohn auszahlt und ihm vorschlägt, nach London zu gehen. Sumner ist entschlossen, Drax vor Gericht zu stellen, aber Baxter hält ihn davon ab. Der Finanzier trifft sich mit Drax und plant, Sumner töten zu lassen. |                                      |                            |                          |                                           |              |              |
| 6 | Der Preis der Freiheit               | -                          | -                        | 14. Okt. 2021                             | Andrew Haigh | Andrew Haigh |
| Patrick Sumner kommt in einer Hütte zu sich, wo ihn ein Missionspriester gesund gepflegt hat, nachdem die Inuit ihn gefunden hatten. Mit der Hilfe seiner Retter erholt sich der Arzt langsam. Als der Frühling kommt, kann Sumner nach Hull zurückkehren. Er will Baxter aufsuchen, um seinen Lohn einzufordern und das nächste Kapitel seines Lebens zu beginnen. Aber was ist in der Zwischenzeit mit Drax passiert? Lauert der schon in der Heimat auf ihn? |                                      |                            |                          |                                           |              |              |

## Kritiken
Laut Rotten Tomatoes erhielt die erste Staffel sehr gute Kritiken. In der Süddeutschen beschreibt Nicolas Freund die Serie als eine große Verteidigung des Humanismus. Angesichts der Härte der Natur, die die Serie für ihn humorlos, brutal und urzeitlich beschreibt, zeichnet sich ein Bild des Mensch, der mitfühlend diesem etwas entgegensetzt. Patrick Heidmann lobt in der taz die „die zarte Sinnlichkeit und das sensible Beobachten“ von Andrew Haigh, die er auch in seinen vorherigen Regiearbeiten schon sah. Heidmann schließt sich Freunds Bild der dargestellten Härte der Natur und des Menschen an. er Zitiert Schopenhauers Satz, der auch am Anfang der Serie steht: „Die Welt ist eben die Hölle, und die Menschen sind einerseits die gequälten Seelen und andererseits die Teufel darin.“  Er wundert sich über die Entscheidung, die deutsche Version in sechs Episoden aufzuteilen anstatt der ursprünglichen fünf Episoden.